# Millenium Tower I
Millenium Tower I je výšková budova v Bratislavě, která je součástí komplexu Polus City Center. Je vysoká 80 metrů. Byla první výškovou budovou v komplexu a slouží k administrativním účelům. Velkou část budovy má pronajatou společnost T-Mobile.

## Architektura
Millenium Tower je administrativní budova s půdorysnými rozměry 46,5 x 25,5 m s 18 podlažími (jedno podzemní podlaží) a výškou 73,8 m. Nosná konstrukce budovy je tvořena monolitickým železobetonovým jádrem s rozměry 17,7 x 9,40 m, sĺoupy v modulu 6,0 x 9,0 m s průřezem 800 x 800,600 x 600 až po rozměr 300 x 300 mm (v horní části), které podpírají monolitické železobetonové bezprůvlakové stropní desky tloušťky 280 mm.
Objekt je založen na desce o síle 1,8 m. Jde o systém s nosným jádrem a kyvnými sloupy. Globální statiku, tedy výpočet budovy jako celku, včetně odezvy na zatížení větrem, seismické zatížení a realizační projekt až po 1. nadzemní podlaží zpracovala firma IDO Hutný projekt a.s. Firma Konstrukt plus s.r.o. vypracovala projekt od prvního nadzemního podlaží.